# Libocedres de Les III
Els Libocedres de Les III (Calocedrus decurrens) són un conjunt de libocedres que es troba a Les (la Vall d'Aran), els quals destaquen tant en alçada com en gruix de tronc.

## Dades descriptives
- Perímetre del tronc a 1,30 m: 4,53 m.
- Perímetre de la base del tronc: 6,60 m.
- Alçada: 38,44 m.
- Amplada de la capçada: 15,17 m.
- Altitud sobre el nivell del mar: 641 m.[1]

## Entorn
Se situa en una antiga zona enjardinada dels banys termals del poble, just al costat del riu Garona. Els libocedres configuren un passeig de dimensions monumentals i en constitueixen l'eix central, però també hi trobem pícees (3,37 m de volta de canó, la més gruixuda) i plàtans (3,46 m de volta de canó) bastant grans i alts. Trobem altres plantes al jardí i a les proximitats, com ara freixe de fulla gran, perer, arç blanc, pomera, til·ler, pi pinyer, tuia, saüquer, mirabolà roig, robínia, boix, fotínia, roser, budleia, parra verge, heura, canyís, dent de lleó, llapassa, tomaquera del diable, amarant, ortiga, lletsó i margaridoia. Els animals més comuns a la zona són la truita de riu, l'ànec collverd, la cuereta groga, l'oreneta cuablanca i el bernat pescaire.

## Aspecte general
En general, es troben en molt bon estat. Un dels libocedres va ser tallat fa uns anys, però la resta té molt bona presència i no sembla patir cap mancança. Les pícees, en canvi, es veuen una mica més malmeses, amb certs dèficits i dificultats de creixement i, en general, certament empobrides.

## Accés
Des de Viella (N-230) hem d'anar fins al poble de Les. Un cop allà, ens dirigim als banys i veurem, just al costat del riu Garona, els enormes libocedres i la resta del jardí. GPS 31T 0312650 4742137.